# Andrzej Bachleda-Curuś junior
Andrzej Bachleda-Curuś (* 1. September 1975 in Zakopane) ist ein ehemaliger polnischer Skirennläufer.

## Biographie
Bachleda-Curuś wurde als Sohn der polnischen Skisportlegende Andrzej Bachleda-Curuś geboren. Das Skifahren erlernte er im Alter von sechs Jahren von seinem Vater in der Tatra. Später erhielt er in Frankreich professionellen Skiunterricht. Bereits als Jugendlicher gewann er mehrere französische Juniorenmeistertitel. 1994 wurde er Mitglied der polnischen Skinationalmannschaft und folgte im Slalom den Fußstapfen seines Vaters.
An dessen Erfolge konnte er allerdings nie anknüpfen. Bachleda-Curuś wurde dreifacher polnischer Meister (1999 und 2000 im Slalom, 1999 im Riesenslalom). Zudem nahm er zweimal an Olympischen Winterspielen teil: 1998 in Nagano und 2002 in Salt Lake City. Den größten Erfolg seiner Karriere feierte er in Nagano mit Platz 5 in der Kombination. Vier Jahre später wurde er noch einmal Zehnter im Slalom.
Im Frühjahr 2004 beendete Bachleda-Curuś seine Laufbahn als Sportler und widmete sich seiner Ausbildung zum Musiker.